# Чирикба, Вячеслав Андреевич
Вячесла́в Андре́евич Чири́кба (абх. Чрыгба Виачеслав Андреи-иԥа; род. 17 марта 1959, Гагра, Абхазская АССР) — абхазский лингвист и политик, министр иностранных дел Абхазии (2011—2016), доктор филологических наук, профессор, действительный член Академии наук Абхазии, академик-секретарь Отделения гуманитарных и социальных наук Академии наук Абхазии, старший научный сотрудник Отдела кавказских языков Института языкознания РАН, лауреат Государственной премии имени Г. А. Дзидзария.

## Биография
Родился 17 марта 1959 года в городе Гагра, в Абхазии.
С 1977 по 1982 год обучался на факультете иностранных языков Харьковского государственного университета им. В. Н. Каразина.
С 1982 по 1986 год обучался в аспирантуре Института языкознания АН СССР в Москве.
С 1986 по 1991 год работал научным сотрудником в секторе кавказских языков Института языкознания АН СССР.
С 1991 по 1996 год — докторант Института сравнительной и описательной лингвистики Лейденского университета, по окончании которого защитил докторскую диссертацию «Общезападнокавказский язык. Реконструкция его фонологической системы и части его лексикона и морфологии.» (научные руководители: проф. др. Ф. Кортландт, др. Р. Смитс).
С 1996 по 1997 годы был приглашенным исследователем в Королевском Институте Международных Отношений «Клингендал», Гаага, Нидерланды. Тема исследования: «Грузино-абхазский конфликт».
С 2000 по 2004 год — исполнитель постдокторального научного проекта «Грамматика садзского диалекта абхазского языка», преподаватель кавказских языков в Институте Сравнительной и Описательной Лингвистики Лейденского университета.
С 2005 по 2006 год работал преподавателем кавказских языков, Отделение Ассириологии Лейденского университета (Лейден, Нидерланды).
Работал заведующим Отделом политологии и конфликтологии Абхазского института гуманитарных исследований им. Д. И. Гулиа. Заведующий Отделом геополитики Центра Стратегических исследований при Президенте Республики Абхазия. Ведущий научный сотрудник сектора кавказских языков Института языкознания Российской Академии Наук.
С 2007 по 2008 год — советник Президента Республики Абхазия по внешней политике. С 2008 по 2011 годы — заместитель Главы Администрации Президента Республики Абхазия.
Основатель и председатель гуманитарного фонда «Международный Центр Информации и Документации по Абхазии». 2005 — член исполнительного комитета Организации Непредставленных Народов (ОНН/UNPO) (Гаага, Нидерланды). 1998—2001 — редактор электронного «Абхазского Бюллетеня» (Гаага, Нидерланды). 1994—1995 — издатель и соредактор журнала «Кавказское Ревю» («Caucasian Review», Лейден, Нидерланды). 1989—1990 — редактор газеты «Алашара» абхазского общества «Нартаа» (Москва). 1993—1998 — полномочный Представитель Республики Абхазия в странах Западной Европы. 1993—1994 — член делегации Абхазии на переговорах между Грузией и Абхазией под эгидой ООН в Женеве.
11 октября 2011 года указом президента республики Абхазия назначен министром иностранных дел Абхазии.
20 сентября 2016 года подал в отставку, мотивировав это тем, что не видит для себя «возможности в создавшихся условиях продолжать работу в качестве Министра иностранных дел Республики Абхазия». В последовавшем комментарии пресс-службы президента Абхазии было отмечено, что «главной причиной не переназначения на должность Министра иностранных дел Вячеслава Чирикба, является его отказ возглавить абхазскую делегацию в поездке в Приднестровскую Молдавскую Республику на празднование Дня Республики».
Член Европейского Общества Кавказоведов (SCE). Член международной Ассоциации по Изучению языков в Праистории (ASLIP). Член Европейского Лингвистического Общества (Societas Linguistica Europaea). Зам. Редактора «Вестник АНА Академии наук Абхазии» (серия гуманитарных наук), Сухум. Член редакционной коллегии научной серии «Языки Кавказа» издательства Language Science Press (Германия).
Глава делегации Республики Абхазия на международных Женевских Дискуссиях по безопасности в Закавказье (2008—2016). Председатель Комиссии по реализации Государственной Программы развития абхазского языка.
Преподаватель Абхазского государственного университета. Читаемые курсы: «Введение в кавказское языкознание»; «Абхазская фонология»; «Убыхский язык»; «Адыгейский язык» (Филологический факультет), «Абхазия в системе международных отношений»; «Региональные подсистемы международных отношений» (Кафедра международных отношений, Исторический факультет).
Имеет дипломатический ранг чрезвычайного и полномочного посла Республики Абхазия.

## Основные работы
- Аспекты фонологической типологии. М.: Наука, 1991, 143 c.
- Common West Caucasian. The Reconstruction of its Phonological System and Parts of its Lexicon and Morphology (Общезападнокавказский язык. Реконструкция его фонологической системы, лексики и морфологии). Leiden: CNWS Publications, 1996, 452 pp.
- A Dictionary of Common Abkhaz (Словарь праабхазского языка). Leiden, 1996, 126 pp.
- Abkhaz (Грамматика абхазского языка). — Languages of the World/Materials 119. Muenchen: Lincom Europa, 2003, 92 pp.
- Развитие абхазского языка в условиях полиэтнического общества: вызовы и перспективы. Сухум, 2009, 53 с.
- Международно-правовой статус Республики Абхазия. Сухум, 2013, 88 с.
- The International Legal Status of the Republic of Abkhazia. Sukhum, 2013, 88 pp.
- Загадка Катерины. Кем была мать Леонардо да Винчи? Санкт-Петербург, изд-во «Питер», 155 pp. ISBN 978-5-4461-0832-9
- Единый абхазо-абазинский алфавит на латинской графической основе. Проект. Сухум, 2019.
- Абхазия и итальянские города-государства (XIII—XV вв.). Очерки взаимоотношений. СПб.: Алетейя, 2020.
- Независимость Республики Абхазия в свете международного права. Сухум, 2022, 252 с.

## Награды
- Заслуженный деятель науки Республики Абхазия
- Государственная премия имени Г. А. Дзидзария (2023) за монографии «Абхазия и итальянские города-государства XIII—XV вв. Очерки взаимоотношений» (2020) и «Независимость Республики Абхазия в свете международного права» (2022)[6]